# Championnat du Vietnam de football 1984
Navigation
Saison précédente Saison suivante
La saison 1984 du Championnat du Viêt Nam de football est la quatrième édition du championnat de première division au Viêt Nam. Dix-huit clubs s'affrontent lors d'une édition disputée à échelle nationale. 
Le championnat se déroule en plusieurs phases :
- la première phase voit les dix-huit club répartis en trois poules de six. Ils s'affrontent à deux reprises; les quatre premiers se qualifient pour la deuxième phase, le dernier de chaque groupe doit participer à la poule de relégation.
- lors de la deuxième phase, les douze qualifiés sont à nouveau répartis en deux poules et affrontent une seule fois leurs adversaires. Seuls les deux premiers se qualifient pour la phase finale.
- la phase finale est disputée sous forme de matchs à élimination directe (demi-finales et finale sur un seul match).

C'est le club de Công An Hà Nội, qui remporte le championnat après avoir battu le double tenant du titre Câu Lac Bô Quân Dôi en finale nationale. C'est le tout premier titre de champion du Viêt Nam de l'histoire du club.

## Les clubs participants
| - Công An Hà Nội - Quan Khu - Cang Sai Gon - Công nhân Nghĩa Bình - An Giang - Than Quang Ninh | - Tông Cuc Düòng Sát - Phong Khong - Cong An Ho Chi Minh - Cang Hai Phong - Det Nam Dinh - Promu de D2 - CNXD Hai Noi | - Hai Quan - Quan Khu Thu Do - Cong Nghiep Ha Nam Dinh - Phu Khanh - Quang Nam Da Nang - Promu de D2 - Câu Lac Bô Quân Dôi |

## Compétition
Le barème utilisé pour établir les différents classement est le suivant :
- Victoire : 2 points
- Match nul : 1 point
- Défaite : 0 point

### Première phase
| Rang | Équipe             | Pts | J  | G | N | P | Bp | Bc | Diff |
| ---- | ------------------ | --- | -- | - | - | - | -- | -- | ---- |
| 1    | Quan Khu 3         | 14  | 10 | 5 | 4 | 1 | 10 | 5  | +5   |
| 2    | Công An Hà Nội     | 11  | 10 | 3 | 5 | 2 | 12 | 11 | +1   |
| 3    | Cang Hai Phong     | 11  | 10 | 4 | 3 | 3 | 10 | 9  | +1   |
| 4    | Cang Sai Gon       | 10  | 10 | 4 | 2 | 4 | 19 | 16 | +3   |
| 5    | Quang Nam Da NangP | 10  | 10 | 2 | 6 | 2 | 6  | 7  | -1   |
| 6    | Det Nam DinhP      | 4   | 10 | 1 | 2 | 7 | 6  | 15 | -9   |

| Rang | Équipe               | Pts | J  | G | N | P | Bp | Bc | Diff |
| ---- | -------------------- | --- | -- | - | - | - | -- | -- | ---- |
| 1    | Câu Lac Bô Quân DôiT | 11  | 10 | 3 | 5 | 2 | 16 | 11 | +5   |
| 2    | Cong Nghiep Xay Dung | 11  | 10 | 2 | 7 | 1 | 14 | 13 | +1   |
| 3    | So Cang Nghiep       | 11  | 10 | 3 | 5 | 2 | 12 | 11 | +1   |
| 4    | Công nhân Nghĩa Bình | 10  | 10 | 3 | 4 | 3 | 11 | 13 | -2   |
| 5    | Than Quang Ninh      | 9   | 10 | 2 | 5 | 3 | 11 | 11 | 0    |
| 6    | An Giang             | 8   | 10 | 3 | 2 | 5 | 12 | 17 | -5   |

| Rang | Équipe                  | Pts | J  | G | N | P | Bp | Bc | Diff |
| ---- | ----------------------- | --- | -- | - | - | - | -- | -- | ---- |
| 1    | Hai Quan                | 14  | 10 | 6 | 2 | 2 | 20 | 10 | +10  |
| 2    | Cong Nghiep Ha Nam Dinh | 11  | 10 | 4 | 3 | 3 | 15 | 15 | 0    |
| 3    | Tông Cuc Düòng Sát      | 10  | 10 | 3 | 4 | 3 | 18 | 15 | +3   |
| 4    | Phong Khong             | 10  | 10 | 3 | 4 | 3 | 13 | 15 | -2   |
| 5    | Quan Khu Thu Do         | 8   | 10 | 3 | 2 | 5 | 11 | 15 | -4   |
| 6    | Phu Khanh               | 7   | 10 | 2 | 3 | 5 | 10 | 17 | -7   |

|  | Qualification pour la deuxième phase   |
|  | Participation au barrage de relégation |

### Deuxième phase
| Rang | Équipe                  | Pts | J | G | N | P | Bp | Bc | Diff |
| ---- | ----------------------- | --- | - | - | - | - | -- | -- | ---- |
| 1    | Tông Cuc Düòng Sát      | 8   | 5 | 4 | 0 | 1 | 10 | 6  | +4   |
| 2    | So Cang Nghiep          | 8   | 5 | 4 | 0 | 1 | 9  | 5  | +4   |
| 3    | Cong Nghiep Ha Nam Dinh | 8   | 5 | 4 | 0 | 1 | 12 | 11 | +1   |
| 4    | Cong Nghiep Xay Dung    | 4   | 5 | 2 | 0 | 3 | 6  | 8  | -2   |
| 5    | Cang Sai Gon            | 2   | 5 | 1 | 0 | 4 | 10 | 9  | +1   |
| 6    | Quan Khu 3              | 0   | 5 | 0 | 0 | 5 | 3  | 11 | -8   |

| Rang | Équipe               | Pts | J | G | N | P | Bp | Bc | Diff |
| ---- | -------------------- | --- | - | - | - | - | -- | -- | ---- |
| 1    | Câu Lac Bô Quân DôiT | 8   | 5 | 4 | 0 | 1 | 13 | 5  | +8   |
| 2    | Công An Hà Nội       | 8   | 5 | 4 | 0 | 1 | 9  | 4  | +5   |
| 3    | Phong Khong          | 6   | 5 | 3 | 0 | 2 | 5  | 8  | -3   |
| 4    | Cang Hai Phong       | 4   | 5 | 2 | 0 | 3 | 4  | 5  | -1   |
| 5    | Hai Quan             | 2   | 5 | 1 | 0 | 4 | 6  | 6  | 0    |
| 6    | Công nhân Nghĩa Bình | 2   | 5 | 1 | 0 | 4 | 5  | 14 | -9   |

### Troisième phase

#### Demi-finales
| Équipe 1            | Résultat | Équipe 2       |
| ------------------- | -------- | -------------- |
| Công An Hà Nội      | 1 - 0    | Hai Quan       |
| Câu Lac Bô Quân Dôi | 3 - 2    | So Cang Nghiep |

#### Finale nationale
| Équipe 1            | Résultat | Équipe 2       |
| ------------------- | -------- | -------------- |
| Câu Lac Bô Quân Dôi | 1 - 2    | Công An Hà Nội |

#### Poule de relégation
| Rang | Équipe        | Pts | J | G | N | P | Bp | Bc | Diff |
| ---- | ------------- | --- | - | - | - | - | -- | -- | ---- |
| 1    | Phu Khanh     | 4   | 2 | 2 | 0 | 0 | 2  | 1  | +1   |
| 2    | An Giang      | 2   | 2 | 1 | 0 | 1 | 4  | 2  | +2   |
| 3    | Det Nam DinhP | 0   | 2 | 0 | 0 | 2 | 3  | 6  | -3   |

## Bilan de la saison
| Championnat du Viêt Nam de football 1984                             |                            |
| Champion                                                             | Công An Hà Nội (1er titre) |
| Promotions et relégations                                            |                            |
| Promus en V-League                                                   | Lam Dong                   |
| Promus en V-League                                                   | Cong Nhan Tuc Phan         |
| Relégués en Championnat du Viêt Nam de football de deuxième division | An Giang                   |
| Relégués en Championnat du Viêt Nam de football de deuxième division | Det Nam Dinh               |